# Den femte Beatlen
Den femte Beatlen är ett uttryck som mestadels används av tidningar och experter, om personer som haft nära anknytning till The Beatles. Medlemmarna i The Beatles har själva använt begreppet om ett par personer.

## The Beatles användning av uttrycket
Under Beatlesperioden använde medlemmarna frasen endast en gång, då George Harrison lekfullt sa att den amerikanska DJ:n Murray K var den femte Beatlen. De övriga medlemmarna i bandet använde aldrig termen på den tiden. Efter att bandet upplöstes har Paul McCartney använt denna term om både Brian Epstein och George Martin. Harrison tyckte dock att Derek Taylor och Neil Aspinall var de enda två som förtjänat smeknamnet.

## Personer som uttrycket använts om

### Tidigare medlemmar
Första gången som namnet The Beatles dök upp var 1960. Går man igenom gruppens medlemmar, finns det sju personer som gick med i Beatles innan de blev kända, och en person som agerade stand-in under tiden de var kända:
- Stuart Sutcliffe - Bas, sång (1959–1960)
- Tommy Moore - Trummor (1960)
- Johnny Hutchinson - Trummor (1960, 1962)
- Cliff Roberts - Trummor (maj 1960)
- Pete Best - Trummor, sång (1960–1962)
- Chas Newby - Bas (1960–1961)
- Norman Chapman - Trummor (1960)
- Jimmie Nicol - Trummor (1964, stand-in för Ringo)

Av dessa är det särskilt Stuart Sutcliffe, Pete Best och ibland Jimmie Nicol som kallas för "den femte Beatlen".

### Personer med anknytning till gruppen
Utöver dessa har även andra artister nämnts, bland andra Billy Preston, som medverkade på låtar som Get Back. Termen har även använts om följande personer:
- Eric Clapton[2][8]
- Yoko Ono[2]
- Brian Epstein[2], gruppens manager 1961-1967.
- Klaus Voormann[9][8], musiker som gruppen lärde känna i Hamburg. Formgav även gruppens album Revolver från 1966.
- Tony Sheridan[8], musiker från Hamburg som gruppen samarbetade mycket med.
- Eric Griffiths[10], från The Quarrymen
- Astrid Kirchherr[11], fotografen som fick gruppen att ändra frisyrer, och tog många kända foton av gruppen i deras tidiga år.
- Bruno Koschmider[11], klubbägare som fick The Beatles till Hamburg.
- Mal Evans[11], vän till bandet, och även gruppens roadie.
- Pete Shotton[12], från The Quarrymen.
- Andy White[12], studiotrummis som spelar på singeln Love Me Do.
- Ravi Shankar[12]
- Geoff Emerick[13], studiotekniker fr.o.m. Revolver, delansvarig för gruppens nyskapade sound.
- Richard Lester[13], regissör av filmerna A Hard Day's Night (Svensk titel Yeah! Yeah! Yeah!) och Help! (Svensk titel Hjälp!).

### Övriga personer
Termen har använts ofta, även om dem som uppenbarligen inte har något att göra med bandet, inklusive
- George Best[12]
- Jimmy Tarbuck[12], engelsk komiker